# Dane Debič
Dane (Danijel) Debič, slovenski pisatelj, knjižničar in družbeno-politični delavec, * 9. junij 1927, Vrbje, † 8. avgust 2008, Žalec.
Nižjo gimnazijo je obiskoval v Celju in sremskih Karlovcih, po vojni srednjo gradbeno šolo v Ljubljani, 1971 je končal Visoko/višjo tehniško šolo v Mariboru, 1985 diplomiral na FSPN v Ljubljani. Delal je v različnih upravnih službah v Celju, kot ravnatelj stanovanjskega sklada v Žalcu, nazadnje je bil ravnatelj celjske knjižnice.
Debič, ki je v partizane stopil leta 1943, se je s tematiko o NOB uveljavil kot nadarjen pripovednik. V črticah in novelah opisuje svoje trpke doživljaje med vojno in po vojni. V romanih relistično opisuje vaško skupnost med vojno, kritično ocenjuje razmere v partizanskih enotah (roman Brez milosti) in povojni čas v spopadu med idealom in prakso (Stekleni metulj; Tokovi življenja). 
Za delo na literarnem področju je prejel Prežihovo in Kajuhovo nagrado.